# Mnioes kebes
Mnioes kebes là một loài tò vò trong họ Ichneumonidae.